# Freie-Partie-Europameisterschaft der Junioren 2017/18

Logo CEB (ausrichtender Verband)

Die Freie-Partie-Europameisterschaft der Junioren 2018 war das 37. Turnier in dieser Disziplin des Karambolagebillards und fand vom 30. März bis zum 2. April 2018 in Ronchin statt. Die Meisterschaft zählte zur Saison 2017/18.

## Geschichte
Als erster Däne gewann Anders Henriksen die Junioren-EM in der Freien Partie. Platz zwei ging an den Franzosen Pierre Martory vor den beiden Drittplatzierten Jordy Jong und Stef van Hees.

## Modus
Gespielt wurde eine Vorrunde mit zwei Gruppen à vier Spieler im Round-Robin-Modus. Die beiden Gruppenbesten qualifizierten sich für das Halbfinale. Ab hier wurde in einer Knock-out-Runde der Sieger ermittelt. Die Distanz betrug in der Gruppenphase 250 Punkte oder 20 Aufnahmen und in der KO-Phase 300 Punkte oder 20 Aufnahmen. Ab der Saison 2001/02 wurde Platz drei nicht mehr ausgespielt.
Platzierung in den Tabellen bei Punktgleichheit:
1. MP = Matchpunkte
2. GD = Generaldurchschnitt
3. HS = Höchstserie

## Vorrunde
| Abschlusstabelle Gruppe A | Abschlusstabelle Gruppe A | Abschlusstabelle Gruppe A | Abschlusstabelle Gruppe A | Abschlusstabelle Gruppe A | Abschlusstabelle Gruppe A | Abschlusstabelle Gruppe A | Abschlusstabelle Gruppe A | Abschlusstabelle Gruppe A |
| Platz                     | Name                      | MP                        | Pkte                      | Aufn.                     | GD                        | BED                       | HS                        |                           |
| ------------------------- | ------------------------- | ------------------------- | ------------------------- | ------------------------- | ------------------------- | ------------------------- | ------------------------- | ------------------------- |
| 1                         | Jordy Jong                | 6:0                       | 750                       | 12                        | 62,50                     | 83,33                     | 248                       |                           |
| 2                         | Pierre Martory            | 4:2                       | 505                       | 9                         | 56,11                     | 125,00                    | 250                       |                           |
| 3                         | Simon Blondeel            | 2:4                       | 585                       | 15                        | 39,00                     | 27,77                     | 205                       |                           |
| 4                         | Guillaume Julliat         | 0:6                       | 44                        | 16                        | 2,75                      | -                         | 11                        |                           |

| Abschlusstabelle Gruppe B | Abschlusstabelle Gruppe B | Abschlusstabelle Gruppe B | Abschlusstabelle Gruppe B | Abschlusstabelle Gruppe B | Abschlusstabelle Gruppe B | Abschlusstabelle Gruppe B | Abschlusstabelle Gruppe B | Abschlusstabelle Gruppe B |
| Platz                     | Name                      | MP                        | Pkte                      | Aufn.                     | GD                        | BED                       | HS                        |                           |
| ------------------------- | ------------------------- | ------------------------- | ------------------------- | ------------------------- | ------------------------- | ------------------------- | ------------------------- | ------------------------- |
| 1                         | Stef van Hees             | 6:0                       | 750                       | 28                        | 26,78                     | 35,71                     | 198                       |                           |
| 2                         | Anders Henriksen          | 4:2                       | 741                       | 14                        | 51,50                     | 250,00                    | 250                       |                           |
| 3                         | Sébastien Verel           | 2:4                       | 297                       | 26                        | 11,42                     | 15,62                     | 124                       |                           |
| 4                         | Leon Dudink               | 0:6                       | 282                       | 34                        | 8,29                      | -                         | 89                        |                           |

## Endrunde
|  | Halbfinale 300/20 | Halbfinale 300/20 | Halbfinale 300/20 | Halbfinale 300/20 | Halbfinale 300/20 | Halbfinale 300/20 |                  |                | Finale 300/20 | Finale 300/20 | Finale 300/20 | Finale 300/20 | Finale 300/20 | Finale 300/20 |
|  |                   |                   |                   |                   |                   |                   |                  |                |               |               |               |               |               |               |
|  |                   | MP                | Pkt.              | Aufn.             | GD                | HS                |                  |                |               |               |               |               |               |               |
|  |                   | MP                | Pkt.              | Aufn.             | GD                | HS                |                  |                |               |               |               |               |               |               |
|  | Jordy Jong        | 0                 | 19                | 3                 | 6,33              | 17                |                  |                |               |               |               |               |               |               |
|  | Jordy Jong        | 0                 | 19                | 3                 | 6,33              | 17                |                  | MP             | Pkt.          | Aufn.         | GD            | HS            |               |               |
|  | Anders Henriksen  | 2                 | 300               | 3                 | 100,00            | 216               |                  | MP             | Pkt.          | Aufn.         | GD            | HS            |               |               |
|  | Anders Henriksen  | 2                 | 300               | 3                 | 100,00            | 216               | Anders Henriksen | 2              | 300           | 1             | 300,00        | 300           |               |               |
|  |                   | MP                | Pkt.              | Aufn.             | GD                | HS                | Anders Henriksen | 2              | 300           | 1             | 300,00        | 300           |               |               |
|  |                   | MP                | Pkt.              | Aufn.             | GD                | HS                |                  | Pierre Martory | 0             | 0             | 1             | 0,00          | 0             |               |
|  | Stef van Hees     | 0                 | 300(30/3)         | 3                 | 100,00            | 292               |                  | Pierre Martory | 0             | 0             | 1             | 0,00          | 0             |               |
|  | Stef van Hees     | 0                 | 300(30/3)         | 3                 | 100,00            | 292               |                  |                |               |               |               |               |               |               |
|  | Pierre Martory    | 2                 | 300(30/30)        | 3                 | 100,00            | 162               |                  |                |               |               |               |               |               |               |
|  | Pierre Martory    | 2                 | 300(30/30)        | 3                 | 100,00            | 162               |                  |                |               |               |               |               |               |               |

## Endergebnis
| MP    | Match Points (Sieger = 2; Unentschieden = 1; Verlierer = 0) |
| Pkte. | Erzielte Karambolagen                                       |
| Aufn. | Benötigte Versuche                                          |
| GD    | Generaldurchschnitt                                         |
| BED   | Bester Einzeldurchschnitt eines Spielers                    |
| HS    | Höchstserie                                                 |
|       | Bester GD des Turniers                                      |
|       | Bester ED des Turniers                                      |
|       | Beste HS des Turniers                                       |
|       | 1. Platz (Gold)                                             |
|       | 2. Platz (Silber)                                           |
|       | 3. Platz (Bronze)                                           |

| Finale                     | 1 | Anders Henriksen  | 8:2 | 1321 | 18 | 73,38 | 300,00 | 300 |
| Finale                     | 2 | Pierre Martory    | 6:4 | 806  | 13 | 62,00 | 125,00 | 250 |
| Halb- finale               | 3 | Jordy Jong        | 6:2 | 769  | 15 | 51,26 | 83,33  | 248 |
| Halb- finale               | 3 | Stef van Hees     | 6:2 | 1050 | 31 | 33,87 | 35,71  | 292 |
| Gruppen- phase             | 5 | Simon Blondeel    | 2:4 | 585  | 15 | 39,00 | 27,77  | 205 |
| Gruppen- phase             | 6 | Sébastien Verel   | 2:4 | 297  | 26 | 11,42 | 15,62  | 124 |
| Gruppen- phase             | 7 | Leon Dudink       | 0:6 | 282  | 34 | 8,29  | -      | 89  |
| Gruppen- phase             | 8 | Guillaume Julliat | 0:6 | 44   | 16 | 2,75  | -      | 11  |
| Turnierdurchschnitt: 30,67 |   |                   |     |      |    |       |        |     |